# Parsec47
 (octobre 2019).
Si vous disposez d'ouvrages ou d'articles de référence ou si vous connaissez des sites web de qualité traitant du thème abordé ici, merci de compléter l'article en donnant les références utiles à sa vérifiabilité et en les liant à la section « Notes et références ».
Parsec47 est un jeu libre de shoot them up à scrolling vertical développé par ABA Games.
Les niveaux de Parsec47 sont générés aléatoirement. Le joueur dispose de deux modes de jeu (Lock et Roll) et de quatre niveaux de difficulté (easy, normal, hard et extreme).
Parsec47 est un jeu original de par le déroulement extrêmement rapide de l'action, la simplicité du maniement du vaisseau, le graphisme abstrait et la difficulté sans cesse croissante du jeu qui n'a pas de fin en soi.